# Myiodactylus osmyloides
Myiodactylus osmyloides là một loài côn trùng trong họ Nymphidae thuộc bộ Neuroptera. Loài này được Brauer miêu tả năm 1866.